# Nios II
Nios II — 32-разрядная микропроцессорная архитектура для встраиваемых приложений (Soft-микропроцессор), разработанная специально для ПЛИС фирмы Altera. Nios II является развитием архитектуры Nios и находит применение в различных встраиваемых приложениях, начиная от цифровой обработки сигналов до управляющих систем.
Nios II можно сравнить с MicroBlaze, конкурирующей микропроцессорной архитектурой для ПЛИС фирмы Xilinx. В отличие от Microblaze, Nios II возможно лицензировать для реализации в СБИС при посредничестве Synopsys Designware.